# لاونر لندن
لاونر لندن (انگلیسی: Launer London) شرکت کالای لوکس بریتانیایی است، که در سال ۱۹۴۰ تأسیس شد.